# 圣弗朗西斯科戈特拉
圣弗朗西斯科戈特拉（西班牙語：San Francisco Gotera），是薩爾瓦多的城鎮，位於該國東北部，亦为莫拉桑省政府驻地，邻近圣米特尔格朗德河，为该国东北部的农牧业、贸易中心，2007年人口21,049，人口密度每平方公里352.23人。